# Helicoverpa obsoleta
Helicoverpa obsoleta är en fjärilsart som beskrevs av Fabricius 1793. Helicoverpa obsoleta ingår i släktet Helicoverpa och familjen nattflyn. Inga underarter finns listade i Catalogue of Life.